# Jake E
Jake E, artistnamn för Joacim Keelyn, född som Peter Niklas Joakim Lundberg, den 12 februari 1982 i Mariestad, är en svensk musiker.

## Biografi
Jake E var under en halvårsperiod år 2005 huvudsångare i Göteborgsbandet Dream Evil, tills det att han blev ersatt av den andre sångaren Niklas Isfeldt (Nick Night), som tidigare hade hoppat av bandet samma år. Han bildade därefter tillsammans med Olof Mörck och Elize Ryd, det svensk-danska metalbandet Amaranthe (tidigare Avalanche), under år 2008. Han skulle dock komma att lämna hela bandet bakom sig år 2015, för att sedan bli ersatt av Dynaztysångaren Nils Molin, under sommaren 2017. Sedan år 2016 agerar han som huvudsångare och keyboardist, i den Göteborgsbaserade musikgruppen Cyhra.
År 2023 medverkade Jake E, under det nyare artistnamnet Jake E Keelyn, som körsångare i Melodifestivalen 2023, till Smash Into Pieces bidrag "Six Feet Under". Hans körmedverkan skedde dock utanför själva scenframträdandet.